# Ti Fred
De son vrai nom Fred Belhomme, Ti Fred est un chanteur réunionnais de maloya né en 1966 au Tampon. Son premier compact-disque paru en 2005 a été enregistré dans les Hauts de l'île et produit par Danyèl Waro, pour lequel Ti Fred a été choriste dans les années 1990. À la suite de la rencontre avec le label CD RUN et le producteur olivier Peuvrier, un deuxième album voit le jour en 2009, intitulé 'KOZKER' .

## Discographie
- Sitantèleman, Cobalt, 2005.
- Kozker, CD Run, 2009.